# Postrančice
Postrančice (znanstveno ime Crepidotus) so rod gliv iz družine postrančark (Crepidotaceae). Crepidotus v latinščini pomeni počeno uho.

## Značilnosti
Predstavniki tega rodu so majhni, konveksni do pahljačasti in bočno pritrjeni na podlago. Večinoma so belkaste do rjavkaste barve. So gniloživke, sekundarni razkrojevalci rastlinskih snovi, večinoma na lesu. Trosni odtis je rjav. Od mikroskopskih značilnosti so za določitev pomembne heilocistide.

## Seznam postrančic Slovenije[5]
- sploščena postrančica (Crepidotus applanatus)
- samonikla postrančica (Crepidotus autochthonus)
- rjava postrančica (Crepidotus brunneoroseus)
- gostolistna postrančica (Crepidotus caspari)
- luskata postrančica (Crepidotus calolepis)
- Cesatijeva postrančica (Crepidotus cesatii)
- cinobrasta postrančica (Crepidotus cinnabarinus)
- žafranastolistna postrančica (Crepidotus crocophyllus)
- šotna postrančica (Crepidotus epibryus)
- rumena postrančica (Crepidotus luteolus)
- makedonska postrančica (Crepidotus macedonicus)
- zdrizasta postrančica (Crepidotus mollis)
- raznolična postrančica (Crepidotus variabilis)